# 溆浦县人民政府
27°54′53″N 110°36′03″E / 27.914624°N 110.600971°E
溆浦县人民政府（简称溆浦县政府）是中华人民共和国湖南省怀化市溆浦县的行政管理机关。现任县长是杨廉喜，2020年上任。

## 沿革

### 反腐败工作
2024年4月14日，谢商成涉嫌严重违纪违法，接受湖南省纪委监委纪律审查和监察调查，9月14日遭到开除党籍开除公职（双开）处分，10月遭到逮捕，12月其受贿案由益阳市人民检察院依法向益阳市中级人民法院提起公诉。2025年1月21日，益阳市中级人民法院一审公开开庭审理谢商成受贿、行贿、滥用职权一案，谢商成受贿共计1593万余元。

## 历任县长
| 姓名   | 就任日期   | 卸任日期   | 备注   |
| ------ | ---------- | ---------- | ------ |
| 周辉   | 2004年2月  | 2006年6月  | [ 5 ]  |
| 梁永泉 | 2006年6月  | 2011年5月  | [ 6 ]  |
| 陆志前 | 2011年5月  | 2011年12月 | [ 7 ]  |
| 李卫林 | 2011年12月 | 2014年12月 | [ 8 ]  |
| 谢商成 | 2014年12月 | 2020年8月  | [ 9 ]  |
| 杨廉喜 | 2020年8月  |            | [ 10 ] |